# John Shirley
Pour les articles homonymes, voir Shirley.
Œuvres principales
- La Balade de city

John Shirley, né le 10 février 1953 à Houston au Texas, est un écrivain américain. Il est connu pour avoir écrit de nombreux romans, de nouvelles ou de scripts pour la télévision, en matière de science-fiction ou de fantasy.

## Biographie
Né à Houston, John Shirley a passé sa jeunesse à Portland.  

## Œuvre

### SérieA Song Called Youth
1. (en) Eclipse, 1985
2. (en) Eclipse Penumbra, 1988
3. (en) Eclipse Corona, 1990

### UniversBioShock
- Rapture, Bragelonne, 2016 ((en) Bioshock: Rapture, 2011)

### UniversHalo
1. (en) Broken Circle, 2014

### Romans indépendants
- (en) Transmaniacon, 1979
- (en) Dracula in Love, 1979
- La Balade de city, Jean-Claude Lattès, coll. Titres/SF, 1982 ((en) City Come A-Walkin, 1980)
- (en) Three-Ring Psychus, 1980
- (en) The Brigade, 1981
- (en) Cellars, 1982
- (en) In Darkness Waiting, 1988
- (en) Kamus of Kadizar : The Black Hole of Carcosa, 1988
- (en) A Splendid Chaos, 1988
- (en) Wetbones, 1991
- (en) Silicon Embrace, 1996
- (en) Demons, 2000
- (en) ...And the Angel with Television Eyes, 2001
- (en) The View From Hell, 2001
- (en) Her Hunger, 2001
- (en) Spider Moon, 2002
- (en) Demons, 2002
- (en) Crawlers, 2003
- (en) Doom, 2005Novélisation du jeu vidéo
- (en) Constantine, 2005Novélisation du film
- (en) John Constantine, Hellblazer: War Lord, 2006Novélisation du comics
- Predator : Minuit à jamais, Outworld, 2007 ((en) Predator: Forever Midnight, 2006)Série dérivée des films
- (en) Batman: Dead White, 2006Novélisation du film Batman Begins
- (en) John Constantine, Hellblazer: Subterranean, 2006
- (en) The Other End, 2007
- (en) Alien: Steel Egg, 2007
- (en) Black Glass, 2008
- (en) Bleak History, 2009
- (en) Borderlands: The Fallen, 2011
- (en) Everything Is Broken, 2011
- (en) Borderlands: Unconquered, 2012
- (en) Doyle After Death, 2013
- (en) Grimm: The Icy Touch, 2013
- Dark Clouds, Lumen, 2015 ((en) Dark Clouds, 2014)Roman sur l'univers du jeu Watch Dogs et de son héros Aiden Pierce
- (en) A Dying Machine, 2019Écrit avec Mark Tremonti.
- (en) Swords of Atlantis, 2020
- (en) Stormland, 2021
- (en) A Sorcerer of Atlantis, 2021
- (en) SubOrbital 7, 2023

### Recueils et anthologies
- (en) Heatseeker, 1989
- (en) New Noir, 1993
- (en) The Exploded Heart, 1996
- (en) Black Butterflies, 1998
- (en) Really, Really, Really, Really Weird Stories, 1999
- (en) Darkness Divided, 2001
- (en) Living Shadows, 2007
- (en) In Extremis : The Most Extreme Short Stories of John Shirley, 2011

### Essai
- (en) Gurdjieff - An Introduction to his Life and Ideas, 2004

### Scénarios pour le cinéma
- 1994 : The Crow d'Alex Proyas

## Musique
John Shirley a prêté sa plume au groupe de hard rock Blue Öyster Cult, en particulier sur leurs albums Heaven Forbid, Curse of the Hidden Mirror et The Symbol Remains.
- Obsession, 1982